# ماکروفیلی

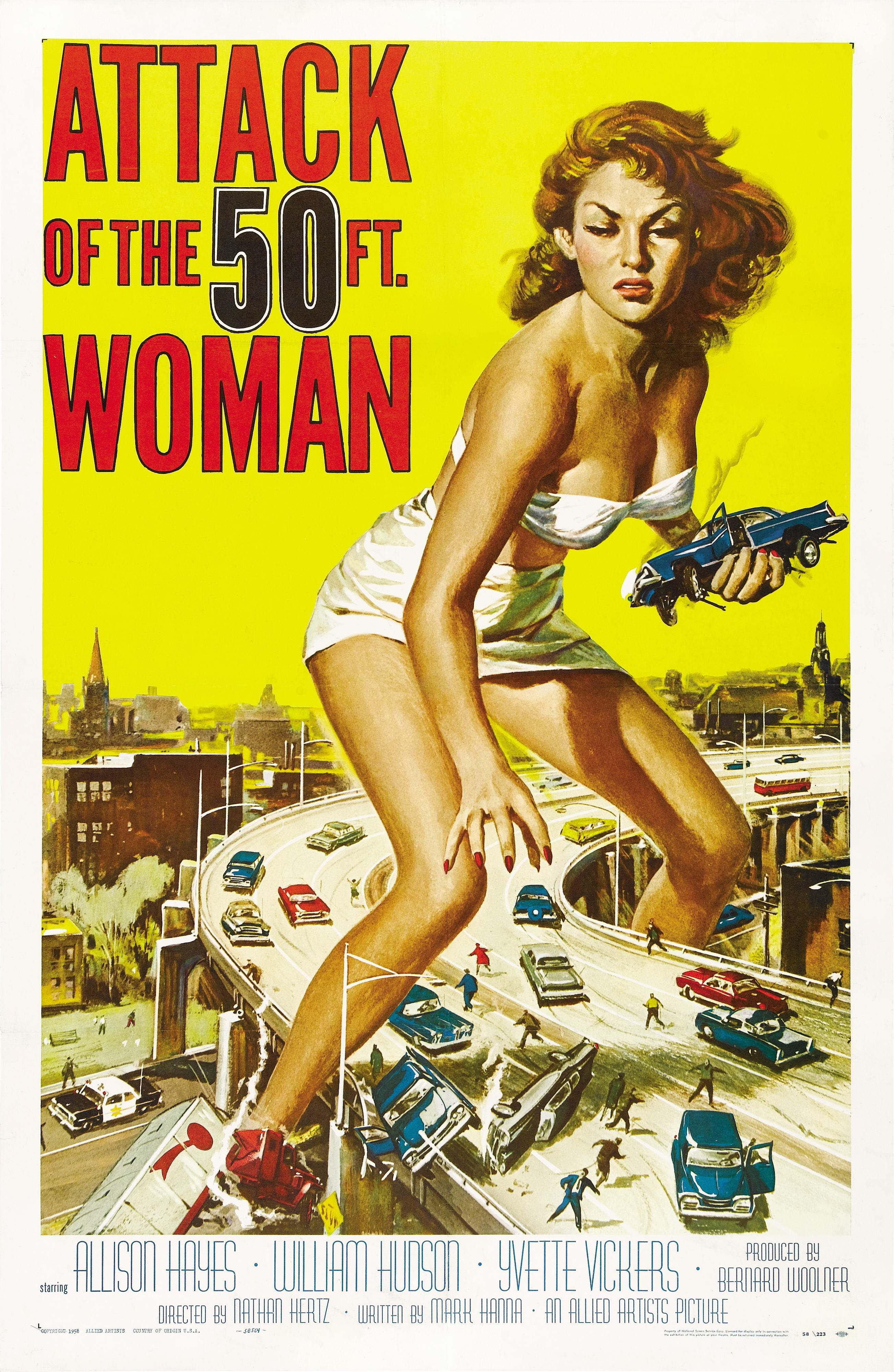
نمونه یک پوستر از ماکروفیلی

ماکروفیلیا (به انگلیسی: Macrophilia) یا تنومنددوستی، یک خیال پردازی جنسی در مورد افرادی با اندازه‌های غول آسا و خیلی بزرگ یا خیلی کوچک است که در مورد انسان غول آسا می‌باشد. یعنی فردی دارای این فتیش خود را با یک انسان غول آسا یا کوچک تجسم می‌کنند. این در مورد پارتنرهایی که تفاوت‌های قابل ملاحظه در اندازه دارند به کار می‌رود. تنومنددوستی یک نوع فتیش جنسی به شمار می‌رود و گاهی در انیمیشن‌ها به صورت آدم کوتوله‌ها از آن استفاده شده‌است.